# Pällu (Saare)
Pällu – wieś w Estonii, w prowincji Jõgeva, w gminie Saare.